# Le streghe di Karres
Le streghe di Karres (The Witches of Karres) è il romanzo di fantascienza più noto dello scrittore statunitense James H. Schmitz, pubblicato nel 1966 e nato dall'espansione di un suo racconto omonimo del 1949. È stato finalista del Premio Hugo nel 1967. In italiano è stato pubblicato per la prima volta nel 1976.
Il romanzo è autonomo rispetto al più ampio ciclo di Telzey Amberdon e non è neppure ambientato nell'universo della Fondazione dell'Hub che è lo sfondo della maggior parte dei racconti e romanzi di James H. Schmitz.

## Trama
Il capitano Pausert, commerciante della Repubblica di Nikkeldepain in viaggio per lavoro sul pianeta Porlumma, si trova a soccorrere Maleen, una tredicenne tenuta in schiavitù da un fornaio locale, e finisce con il comprare il contratto della ragazza e delle sue due sorelle minori Goth e La Leewit.
Le tre ragazze si rivelano capaci di poteri di teletrasporto, telecinesi e precognizione, ma soprattutto controllano il Motore Sheewash, una propulsione ultraluce estremamente veloce ed alimentata dalle energie mentali. Questi poteri sembrano essere comuni sul loro pianeta di origine, Karres, da cui le tre giovani sono partite da sole per un viaggio conclusosi con la loro cattura da parte di mercanti di schiavi.
Il capitano decide di accompagnare le ragazze sul loro pianeta, ma il viaggio è movimentato dalle intemperanze delle giovani e dall'inseguimento di nemici sconosciuti. All'arrivo trova un pianeta rurale, senza tracce di quel potere che la magia dovrebbe garantire. Con la stiva piena di merci regalate dagli abitanti di Karres, il capitano Pausert riparte per Nikkeldepain, dove gli viene proibito l'atterraggio e viene arrestato adducendo pretesti. Lo scopo è quello di scoprire il segreto del Motore Sheewash, ma il capitano riesce a liberarsi e fuggire con la nave, grazie anche alla giovane Goth, che si è imbarcata clandestinamente con lui.
Per Pausert, che scopre di essere lontano nipote di un abitante di Karres, e la sua ospite comincia un viaggio avventuroso sui pianeti imperiali per vendere le loro merci, mentre l'Imperatore scatena una campagna volta alla distruzione di Karres e dei suoi abitanti. I due riescono a cavarsela con una miscela di menzogne, astuzie e poteri magici, che mostreranno la loro utilità anche nel successivo viaggio, dove i loro passeggeri paganti si riveleranno spie, o addirittura pirati.
Il capitano Pausert scopre di avere anch'egli dei poteri magici, ed inizia ad usarli e svilupparli in un gioco mortale con una creatura di pura energia, il vatch. Dopo alcune scaramucce, il vatch li catapulta nel pieno del conflitto fra Karres e il pianeta artificiale Manaret, costruito dai Lyrd-Hyrier e ora tenuti prigionieri sul loro stesso mondo da Moander, una enorme macchina pensante. I due, a cui si associa la Leewit, riescono a ribaltare una situazione disperata, grazie anche alla vittoria finale di Pausert sul vatch, che lo asserve ai suoi scopi.
Il capitano viene infine accolto amichevolmente su Emris, un pianeta alleato di Karres, dove i suoi nuovi poteri sono studiati e classificati; partirà infine sulla sua nave con una nuova consapevolezza verso altre avventure, portando a bordo con sé Goth e la Leewit.

## Temi
Il romanzo è un classico della space opera, e quindi i suoi meriti sono nell'originalità delle avventure e nel ritmo dell'azione e per questo può far presa su di un pubblico giovane; ma uno dei pregi dell'autore è quello di affrontare i cliché del genere e ribaltarli traendone situazioni comiche ed inattese, e su questo piano il romanzo è godibile anche per un lettore adulto e più sofisticato.
Schmitz afferma in una sua intervista che John W. Campbell, dopo aver pubblicato la versione breve delle Streghe di Karres su Astounding avrebbe voluto altri racconti della saga, ma di aver rifiutato perché l'uso della magia e l'aura di mistero della storia erano troppo distanti dalla linea editoriale "scientifica" della rivista. Rivela inoltre che durante la scrittura del libro aveva prodotto note ed idee per almeno un altro romanzo, e che in effetti il finale delle Streghe di Karres è aperto ad un seguito che non fu mai scritto.
Il romanzo definisce almeno due tipi di propulsione ultraluce, entrambi magici e che richiedono poteri psichici: 
- il Motore Sheewash, definito "quello che bisogna farsi da soli", costituito da un groviglio di fili metallici neri intrecciati a forma di tronco di cono che trasporta la nave di due settimane-luce in trenta secondi (20.000 volte la velocità della luce);
- la Rotta di Eggar, una modalità di trasporto istantaneo che "potrebbe trasportare anche una stella" e che richiede i servizi di un vatch, creatura di pura energia magica.

Nel romanzo sono anche presenti robot semi-intelligenti e teleoperati, viaggio nel tempo, telepatia, controllo mentale.

## Edizioni
- James H. Schmitz, The Witches of Karres, Chilton Books, 1966,  p. 202.
- James H. Schmitz, Le Streghe di Karres, traduzione di Roberta Rambelli, collana Slan n° 28, Libra Editrice, 1976.
- James H. Schmitz, Le Streghe di Karres, traduzione di Gianluigi Zuddas, collana Cosmo Oro n° 129, Editrice Nord, 1993,  p. 266.